# Orbit@home
orbit@homeは、地球近傍小惑星の軌道をモニタリングし、衝突の危険性を分析する分散コンピューティングプロジェクトである。プラットフォームにはBOINCが使われている。
2008年3月4日に公式オープンし、同年4月11日にWindows用のクライアントを公開した。